# 林庭機
林庭機（1506年—1581年），字利仁，號肖泉，福建福州府閩縣林浦鄉人，明朝政治人物。林鏐之孫，林瀚之子，林庭㭿之弟。

## 生平
嘉靖四年（1525年）乙酉科福建鄉試第十一名舉人，十四年（1535年）乙未科進士。改庶吉士，十六年正月授翰林院檢討，二十四年閏正月充《大明會典》纂修官，三十年十一月升國子監司業，三十三年七月擢南京國子監祭酒，三十五年升南太常寺卿，三十八年五月升南京工部右侍郎，四十年三月改南京禮部右侍郎，四十二年五月累升至南京工部尚書，四十五年十二月改南京禮部尚書，隆庆元年（1567年）三月乞致仕。
明穆宗繼位，林庭機調禮部尚書，陪同入京。當時其子林燫已為國子監祭酒，遂請求致仕歸鄉。萬曆九年（1581年）去世，年七十六，贈太子太保，諡文僖。
著有《世翰堂稿》。

## 家族
曾祖林觀，贈知縣，累贈南京吏部尚書；祖父林鏐，曾任知府，累贈南京吏部尚書 加贈太子太保；父林瀚，曾任南京兵部尚書 贈太子太保 諡文安。嫡母黃氏（封孺人加贈一品夫人）；生母朱氏。慈侍下。兄林庭棡（歲貢生）、林庭模（府同知）、林庭桂、林庭㭿（工部尚書）、林庭楷（福州中衛指揮僉事）、林庭材、林庭杓（知府）、林庭樟（州同知）、林庭榆（推官）、林庭枌、林庭枝（貢士）。從弟林庭壆，同科進士。
福州林浦林氏在明朝一季，共有八位進士，其中有五位官至尚書。史稱「三代五尚書，七科八進士」。林庭機之子林燫、林烴亦出身進士，官至尚書。